# 小行星8555
小行星8555（英語：8555 Mirimao）是一颗围绕太阳公转的小行星。1995年6月3日，Stroncone在斯特龙科内发现了此天体。
这颗小行星的绝对星等为19.11983364499838等。